# Waldegrave Islands Conservation Park
Waldegrave Islands Conservation Park är en park i Australien. Den ligger i delstaten South Australia, omkring 380 kilometer nordväst om delstatshuvudstaden Adelaide. Den ligger på ön West Island.
Trakten runt Waldegrave Islands Conservation Park är nära nog obefolkad, med mindre än två invånare per kvadratkilometer.. Närmaste större samhälle är Elliston, omkring 13 kilometer sydost om Waldegrave Islands Conservation Park. 
Genomsnittlig årsnederbörd är 478 millimeter. Den regnigaste månaden är juni, med i genomsnitt 102 mm nederbörd, och den torraste är oktober, med 11 mm nederbörd.